# ماريسا كولمان
ماريسا كولمان (بالإنجليزية: Marissa Coleman)‏ مواليد 4 يناير 1987 في بورتلاند، هي لاعبة كرة سلة أمريكية. بدأت مسيرتها الاحترافية في سنة 2009. تم اختيارها من قبل فريق واشنطن ميستيكس خلال الدرافت. تلعب مع إنديانا فيفر في دوري الاتحاد الوطني لكرة السلة النسائية. وتحمل الرقم 25. حققت المركز الأول في دورة الألعاب الأمريكية 2007.

## المسيرة الاحترافية
لعبت مع واشنطن ميستيكس من سنة 2009 إلى 2011، ثم لعبت مع لوس أنجلوس سباركس في موسم 2012–2013، ثم لعبت مع إنديانا فيفر في سنة 2014، ثم لعبت مع نادي فنربخشة في موسم 2015–2016.

## الميداليات
| الميدالية | المسابقة                    |
| --------- | --------------------------- |
| ذهبية     | دورة الألعاب الأمريكية 2007 |

## روابط خارجية
- ماريسا كولمان على موقع الاتحاد الدولي لكرة السلة (الإنجليزية)
- ماريسا كولمان على موقع الاتحاد الوطني لكرة السلة النسائية (الإنجليزية)
- ماريسا كولمان على موقع كرة السلة الأوروبية.كوم (الإنجليزية)
- ماريسا كولمان على موقع كلية كرة السلة في سبورتس رفرنس.كوم (الإنجليزية)
- ماريسا كولمان على موقع بروبوليرز (الإنجليزية)
- ماريسا كولمان على موقع سبورتس رفرنس (الإنجليزية)